# Prnjavor (gmina Batočina)
Prnjavor (cyr. Прњавор) – wieś w Serbii, w okręgu szumadijskim, w gminie Batočina. W 2011 roku liczyła 166 mieszkańców.